# Jack Delaney
Pour les articles homonymes, voir Delaney et Chapdelaine.
Jack Delaney, de son vrai nom Ovila Chapdelaine, est un boxeur québécois. Il est né à Saint-François-du-Lac au Canada le 18 mars 1900, mort le 27 novembre 1948 et est devenu champion du monde des mi-lourds en 1926.

## Carrière
Ovila Chapdelaine est encore un enfant lorsque ses parents quittent Saint-François-du-Lac pour s'établir aux États-Unis. Au début des années 1920, lors d'une de ses premières rencontres, tout juste avant le combat, l'arbitre se penche vers Ovila Chapdelaine et lui demande son nom. Le canadien français a la mâchoire prise en pain sous l'effet de son protège-dents. Il parvient à prononcer son nom, Chapdelaine, en mettant un accent aigu sur le «e» final, comme on le fait en anglais en Nouvelle-Angleterre. «Chapdelainé», donc. Et l'arbitre annonce que le combat va se dérouler entre Untel et Jack Delaney. Ovila Chapdelaine sera Jack Delaney jusqu'à la fin de ses jours.
C'est donc sous le nouveau nom de Jack Delaney qu'il rencontre le champion mondial des mi-lourds, le 11 décembre 1925, Paul Berlenbach, match qu'il perd aux points en 15 rounds au terme d'un combat très serré. Pour son deuxième championnat contre Berlenbach, il remporte le titre mondial des mi-lourds à Brooklyn, le 16 juillet 1926 (également aux points en 15 rounds). Reconnu comme un des plus grands boxeurs mi-lourds de ce début de XXe siècle, il tente une incursion chez les lourds à partir de 1927. Il ne garde donc son titre mi-lourds que quelques mois, sa campagne chez les lourds sera un passage sans éclat.
Ses combats se sont déroulés entre 1919 et 1932. Son palmarès est de 75-14-2. Il a battu les meilleurs boxeurs de moins de 175 livres soit Tommy Loughran, Paul Berlenbach, Tiger Flowers et Maxie Rosenbloom. Il est le plus grand boxeur québécois de son temps.

### Combat entre Renault et Delaney
Le 14 octobre 1927, au Madison Square Garden de New York, Jack Delaney rencontre Jack Renault (de son vrai nom Léonard Dumoulin), lui aussi originaire du Québec. Jack Delaney gagne par décision, en dix rounds. Cette victoire lui permet d'espérer disputer un match de championnat du monde chez les poids lourds. Mais Delaney ne réussira jamais à obtenir ce match contre le champion Gene Tunney. Il se retirera de la compétition en 1928 et tentera un bref retour en 1932. Jack Renault, de son côté, continuera à boxer jusqu'en 1935, mais sans jamais s'approcher à nouveau du titre mondial de sa catégorie.

## Distinction
- Jack Delaney est membre de l'International Boxing Hall of Fame depuis 1996[2].